# Sharp X1

Logo

L'X1 è una serie di home computer commercializzati da Sharp Corporation dal 1982 al 1988. Erano basati sulla CPU Z80.
Malgrado il fatto che la Computer Division della Sharp Corporation avesse distribuito la serie MZ, improvvisamente la Television Division commercializzò una nuova serie di computer chiamata X1. Ai tempi in cui fu commercializzato l'X1, tutti gli altri home computer avevano un linguaggio BASIC nella ROM. Invece l'X1 non aveva tale ROM BASIC, e doveva caricare l'interprete da una cassetta a nastro. Il lato positivo di questo concetto era che quando non era in uso il BASIC, l'area RAM libera disponibile era tanto grande quanto possibile. Questa filosofia è stata originariamente copiata dalla serie Sharp MZ, ed in Giappone erano chiamati clean computers (computer puliti). La forma del cabinet dell'X1 era anche molto più "stilosa" che quella degli altri concorrenti del periodo ed il colore era selezionabile da una gamma di colori (incluso il rosso).
Il monitor RGB dell'X1 aveva un sintonizzatore tv al suo interno, in modo tale che le schermate del computer potevano essere sovrapposte alle immagini TV (caratteristica nota col nome superimpose). Tutte le funzioni del TV potevano essere controllate da programma. I font dei caratteri potevano essere completamente programmabili (PCG) con colori a 4bit; tale caratteristica veniva effettivamente sfruttata in molti giochi. L'intera area di memoria ram video (VRAM) era interamente mappata nell'area I/O; questo permetteva il suo controllo senza dover effettuare cambio dei banchi di memoria. Proprio per queste caratteristiche, l'X1 era molto potente per il software dei giochi.
Mentre X1 stava combattendo per ottenere buone vendite, il NEC PC-8801 (prodotto da NEC) stava velocemente diventando popolare sul mercato giapponese. Nel 1984, Sharp commercializzò la serie X1 turbo con grafica ad alta risoluzione (640x400, mentre per l'X1 era 640x200). Esso aveva parecchi miglioramenti, ma la velocità di clock rimaneva di 4 MHz. Nel 1986, Sharp distribuì la serie X1 turbo Z con un monitor analogico RGB a 4096 colori. L'X1 twin (gemello), che conteneva un PC-Engine al suo interno, fu alla fine rilasciata come l'ultima macchina delle serie X1 nel 1987. La serie dell'X1 fu poi succeduta dalle serie Sharp X68000.